# Barış ve Demokrasi Partisi
Die Barış ve Demokrasi Partisi (Kurzbezeichnung: BDP; Kurmandschi Partiya Aştî û Demokrasiyê, türkisch und kurmandschi für „Partei des Friedens und der Demokratie“) war eine politische Partei in der Türkei. Ihr erklärtes Ziel war die Vertretung der Interessen der kurdischen Minderheit. Sie war die Nachfolgerpartei der prokurdischen DTP. Das Parteilogo zeigt eine Eiche auf gelbem Hintergrund. Die Partei war beratendes Mitglied der Sozialistischen Internationale und assoziiertes Mitglied der Sozialdemokratischen Partei Europas. Auf ihrem dritten Parteikongress im Juli 2014 änderte sie ihren Namen in Demokratik Bölgeler Partisi (DBP, auf Deutsch etwa Demokratische Regionenpartei).

## Geschichte

### Gründung
Mitglieder der Demokratik Toplum Partisi (DTP) gründeten die Partei des Friedens und der Demokratie am 2. Mai 2008 als Ersatzpartei, da ein Parteiverbotsverfahren gegen die DTP eingeleitet wurde. Am 11. Dezember 2009 wurde die DTP durch das Verfassungsgericht verboten und 19 ihrer Abgeordneten traten der BDP bei, womit die BDP im Parlament vertreten ist. Gegenwärtig hat die BDP 36 Abgeordnete im Parlament, wobei einige Abgeordneten inhaftiert sind und das Mandat entzogen wurde. Die Partei besitzt damit Fraktionsstärke.
Ende Dezember 2009 traten 91 Bürgermeister der verbotenen DTP der BDP bei, darunter auch der Oberbürgermeister von Diyarbakır, Osman Baydemir.

### Parlamentswahlen 2011
Zu den Parlamentswahlen am 12. Juni 2011 trat die BDP nicht als Partei an, sondern unterstützte unabhängige Kandidaten des Blockes für Arbeit, Demokratie und Freiheit (tr: Emek, Demokrasi ve Özgürlük Bloku). So gelang es schon 2007 auf diesem Weg 21 Kandidaten ins Parlament zu bringen und eine Fraktion zu bilden. Auf diese Weise wurde die 10 %-Sperrklausel umgangen. Unter den 61 Kandidaten für 39 Provinzen befanden sich prominente kurdische Persönlichkeiten wie Leyla Zana, Hatip Dicle, Ferhat Tunç, Şerafettin Elçi, Altan Tan und Yüksel Avşar (Cousin der Hülya Avşar). Auch sozialistische Kandidaten wie Ertuğrul Kürkçü (Mitgründer der THKP-C) und Abdullah Levent Tüzel (Vorsitzender der Emek Partisi) befanden sich darunter. Zu den Kandidaten gehörten auch Ahmet Türk und Aysel Tuğluk, die nach der Schließung der DTP ihres Mandates enthoben worden sind. Ein Teil der jetzigen Abgeordneten ist nicht wieder nominiert worden. Kandidaten wie Selahattin Demirtaş, traten im April 2011 aus der Partei aus, um als Unabhängige antreten zu können. Mit Erol Dora wurde im Jahr 2011 nach Jahrzehnten der erste Abgeordnete christlichen Glaubens in das Parlament gewählt.
36 der 65 Kandidaten gewannen ein Mandat. Nach der Wahl entschied sich die BDP geschlossen die konstituierende Parlamentssitzung zu boykottieren, weil der Hohe Wahlausschuss Hatip Dicle wegen einer Verurteilung aus einem früheren Prozess das Mandat verweigert hat. Außerdem wurden fünf der gewählten Kandidaten, die in Verbindung mit der Koma Civakên Kurdistan in Haft sind, nicht aus dem Gefängnis entlassen. 29 Abgeordnete traten der BDP bei und bildeten so eine Fraktion im Parlament. Die BDP gab ihren Boykott später auf und nahm an der ersten Sitzung des Parlaments nach der Sommerpause am 1. Oktober 2011 teil.
Mit einem Frauenanteil von 31 % der Abgeordneten in der Großen Nationalversammlung der Türkei hatte die BDP den höchsten Frauenanteil aller im Parlament vertretenen Parteien, die AKP sowie die CHP kommen jeweils auf 14 % und die MHP auf 6 %. Der einzige christliche Abgeordnete Erol Dora im türkischen Parlament ist Mitglied der BDP.

### Parteiinternes
Am 1. Februar 2010 wurde ein außerordentlicher Parteitag in Ankara abgehalten. Während des Parteitages wurde eine neue Parteiführung gewählt und die Satzung und das Programm geändert. Durch die Satzungsänderung wurde eine doppelte Parteispitze festgelegt. Vorsitzende wurden die Abgeordneten Selahattin Demirtaş aus Diyarbakır und Gültan Kışanak, die ebenfalls Abgeordnete aus Diyarbakır ist. Da aber laut türkischem Parteigesetz keine Doppelspitze erlaubt ist, gilt Kışanak als Stellvertreterin.
Auf dem Kongress im April 2011 wurden Selahattin Demirtaş und Gültan Kışanak durch Hamit Geylani und Filiz Koçali ersetzt. Auf dem Parteikongress Anfang September 2011 in Ankara wurde Selahattin Demirtaş erneut zum Parteivorsitzenden gewählt.

### HDP und DBP
Ende April 2014 traten 27 BDP-Abgeordnete in der Großen Nationalversammlung der Halkların Demokratik Partisi (HDP) bei. Dies erfolgte im Rahmen eines Fusionsprozesses von BDP und HDP. Die HDP war 2012 gegründet worden, um verschiedene Fraktionen linker und sozialistischer Gruppen im Westen des Landes zu bündeln. Unter diesen Gruppierungen sind Vertreter der LGBT-Bewegung, der Gezi-Park-Bewegung, Personen des öffentlichen Lebens und unterschiedlicher ethnischer Gruppen und religiöser Ansichten. Bereits bei der Kommunalwahl im März 2014 hatten BDP und HDP kooperiert: Die BDP war in ihren Hochburgen im Osten der Türkei angetreten, die HDP dagegen im Westen des Landes.
Zu den Gründungsmitgliedern gehörten Ertuğrul Kürkçü, Sebahat Tuncel und Sırrı Süreyya Önder, die durch Unterstützung der BDP 2011 ins Parlament gewählt wurden. Durch den Eintritt weiterer bisher unabhängiger Abgeordneter wie Levent Tüzel und Gürsel Yıldırım, İbrahim Ayhan, Selma Irmak und Faysal Sarıyıldız, die alle vier im Februar 2014 im Rahmen der KCK-Prozesse aus der Untersuchungshaft entlassen wurden, wuchs die Fraktion der HDP im Parlament. Mit nun 29 Abgeordneten hatte die HDP Fraktionsstärke.
Auf dem dritten Parteikongress wurden mit Emine Ayna und Kamuran Yüksek eine neue Doppelspitze gewählt. Nach dem Übertritt der BDP-Abgeordneten in der Großen Nationalversammlung zur HDP orientierte sich die BDP um: Sie will sich nunmehr auf ein Engagement auf lokaler Ebene konzentrieren und nicht mehr an nationalen Parlamentswahlen teilnehmen. Das soll stattdessen die HDP übernehmen, die gewissermaßen als „Schwesterpartei“ fungiert. Dementsprechend wurde der Name der BDP in Demokratik Bölgeler Partisi umgeändert.

## Juristische Situation und Prozesse von BDP Politikern

### Verhaftung von Parteimitgliedern seit 2010
In Gaziantep, Adıyaman, Mersin und der Provinz Hatay wurden 22 Personen wegen vermuteter Mitgliedschaft zur Koma Civakên Kurdistan verhört und ohne Anklageschrift verhaftet. Zu den Verhafteten gehören acht Bürgermeister, darunter die Bürgermeister der Städte Batman, Cizre, Kızıltepe, Kayapınar, Sur und Viranşehir.
Wenige Wochen später ließ die BDP aus Protest gegen die Verhaftungswelle Plakate aufhängen, welche die Verhaftung ihrer Parteimitglieder demonstrativ darstellte.  Als Überschrift stand unter der Illustration des Plakates:
Dün Halepce, bugün Kelepce (dt.: Gestern Halabdscha, heute Handschellen). Das Plakat stellte die Verhaftungswelle als Versuch einer politischen Vernichtung dar und verglich sie mit dem Giftgasangriff auf Halabdscha im Zuge der Anfal-Operation.
Einige Monate später wurde eine Anklageschrift veröffentlicht, welche insgesamt 7583 Seiten zählt und vorwiegend aus abgehörten Dialogen der Angeklagten besteht.
Am 18. Oktober 2010 begann die Verhandlung gegen 151 Angeklagte unter anderem wegen Mitgliedschaft in einer bewaffneten Organisation vor der 6. Großen Strafkammer (Ağır Ceza Mahkemeleri) in Diyarbakır. In der 7500 Seiten starken Anklageschrift beantragte die Staatsanwaltschaft Haftstrafen von 5 bis 15 Jahren, 36,5 Jahren und lebenslänglich.

## Tätlicher Angriff auf BDP Politiker

### Angriff auf BDP-Politiker
Einen Tag vor der geplanten Abstimmung über das Verfassungsreferendum 2010 wurde Akın Birdal, Parlamentsabgeordneter der BDP, während einer Parteiversammlung in Bursa auf der Rednerplattform Opfer eines tätlichen Angriffs: Während Birdal seine Rede hielt, attackierte ein Angreifer, der sich als Zivilpolizist ausgegeben hatte, Birdal mit Fäusten, worauf dieser zu Boden fiel und Teilnehmer der Kundgebung den Angreifer zu lynchen versuchten. Er wurde mit mittelschweren Verletzungen ins Krankenhaus eingeliefert.
Die BDP verurteilte diesen Angriff als eine „schmutzige und geplante Provokation“. Untersuchungen ergaben, dass der Angreifer, ein Student der Marmara-Universität, türkisch-nationalistische Demonstrationen in Aserbaidschan organisiert und angeführt haben soll. Kurz vor seinem Angriff habe er sich in der Stadt Batman an einer BDP-Kundgebung beteiligt. Seinen Angriff auf einen „Vaterlandsverräter“ habe er Monate zuvor auf Community-Plattformen wie Facebook angekündigt.

## Aktionen der BDP
Wie ihre Vorgängerparteien versucht auch die BDP mit in- und außerparlamentarischen Mitteln auf die Probleme der ethnischen Minderheit der Kurden in der Türkei aufmerksam zu machen. Einige Aktivitäten werden in den folgenden Unterkapiteln dargestellt.

### Boykott der Verfassungsänderung 2010
Als einzige Partei des Landes boykottierte die BDP die Verfassungsänderung, welche demokratische Änderungen enthält, den Minderheiten des Landes aber immer noch keine kulturelle, religiöse oder politische Rechte eingesteht. Die Partei rechtfertigte die Boykotthaltung mit der Forderung nach einer von Grund auf neuen Zivilverfassung.
Als Teil ihrer Boykott-Kampagne ließ die BDP Plakate in mehrheitlich kurdischen Gebieten aufbringen, welche zweisprachig (türkisch und kurdisch) verfasst sind. Diese wurden von den türkischen Behörden verboten und kurz darauf entfernt. Begründet wurde dies damit, dass mündliche Propaganda auf Kurdisch zwar erlaubt, schriftliche jedoch per Gesetz verboten ist.

### Aufruf zum Protest
Am 24. März 2011 rief die Doppelspitze der BDP zu einem landesweiten zivilen Ungehorsam auf. In vielen Städten des Landes wurden Zelte aufgeschlagen, in denen sogenannte Friedenswachen gehalten wurden. Die Zelte wurden "Zelte der Demokratischen Lösung" genannt. Die Partei wollte mit der Aktion auf die immer noch nicht gelöste Problematik des Umgangs mit der kurdischen Minderheit aufmerksam machen und stellte der Regierung und der türkischen Öffentlichkeit vier Forderungen:
- Das Recht auf Bildung in Muttersprache
- Die Aufhebung oder Verminderung der im Vergleich zu Regelungen in EU-Ländern überdurchschnittlich hohen Zehn-Prozent-Sperrklausel bei Wahlen des türkischen Parlaments
- Die Beendigung politischer und militärischer Aktionen gegen kurdische Organisationen
- Die Freilassung politischer Gefangener.[16]

Während die BDP ihre Forderungen als längst überfällige Schritte versteht, bezeichneten ihre Kritiker die Aktion als Wahlpropaganda für die am 12. Juni 2011 stattgefundenen türkischen Parlamentswahlen.